# استان باگوا
استان باگوا (به اسپانیایی: Provincia de Bagua) یک استان در پرو است که در منطقه آمازوناس واقع شده‌است. استان باگوا ۵٬۷۴۵٫۷۲ کیلومتر مربع مساحت و ۷۴٬۱۰۰ نفر جمعیت دارد.

## اقتصاد
| محصول  | کاشت (هکتار) |
| ------ | ------------ |
| کافه   | ۴۵۶۰         |
| برنج   | ۵۵۱۳         |
| کاکائو | ۲۸۷۲         |
| موز    | ۲۳۰۵         |
| مانیوک | ۱۴۲۷         |
| ذرت    | ۸۰۷          |
| مرکبات | ۱۵۷          |
| لوبیا  | ۳۶           |